# Emil Paur
Emil Paur (Chernivtsi, 19 de julho de 1855 – Frýdek-Místek, 7 de junho de 1932) foi um maestro austríaco.
Paur nasceu em Czernowitz, Áustria, atual Ucrânia, e mudou-se para Viena depois de trabalhar como maestro em Kassel, Königsber e Leipzig. Ele então imigrou para os Estados Unidos onde se tornou diretor musical da Orquestra Sinfônica de Boston, da Filarmônica de Nova Iorque e da Sinfônica de Pittsburgh. Depois retornou para Alemanha para conduzir a Ópera do Estado de Berlim. Paur foi considerado um sério maestro, favorito para executar obras de Brahms.
Paur morreu em Místek, Checoslováquia, atual República Checa.